# Jill Remez
Jill Remez (Los Angeles, ...) è un'attrice statunitense.

## Filmografia parziale

### Televisione
- Colombo (Columbo) - serie TV, 1 episodio (1990)
- Beautiful (The Bold and the Beautiful) - serie TV, 19 episodi episodio (1996-2023)
- Cinque in famiglia (Party of Five) - serie TV, 1 episodio (1999)
- Beverly Hills 90210 - serie TV, 1 episodio (1999)
- West Wing - Tutti gli uomini del Presidente (The West Wing) - serie TV, 1 episodio (2001)
- Boston Public - serie TV, 1 episodio (2002)
- Fantasmi - serie TV, 1 episodio (2002)
- Senza traccia (Without a Trace) - serie TV, 1 episodio (2003)
- Squadra Med - Il coraggio delle donne (Strong Medicine) - serie TV, 1 episodio (2004)
- Close to Home - serie TV, 2 episodi (2006)
- Numb3rs - serie TV, 1 episodio (2008)
- 24 - serie TV, 1 episodio (2009)
- My Name Is Earl - serie TV, 2 episodi (2009)
- Dr. House - Medical Division (House, M.D.) - serie TV, 1 episodio (2009)
- Grey's Anatomy – serie TV, episodio 8x22 (2012)
- The Kicks - serie TV, 4 episodi (2016)
- Bosch: l'eredità (Bosch Legacy) - serie TV, episodio 2x09 (2023)

#### Doppiaggio
- Due amiche esplosive (2002)
- Abbasso l'amore (2003)
- La neve nel cuore (2005)

## Doppiatrici italiane
Nelle versioni in italiano delle opere in cui ha recitato, Jill Remez è stata doppiata da:
- Irene Di Valmo in Cold Case - Delitti irrisolti, Criminal Minds, Bosch: l'eredità
- Beatrice Margiotti ne Le regole del delitto perfetto
- Antonella Rinaldi in K.C. Agente Segreto
- Cristina Boraschi in The Kicks
- Federica De Bortoli in Yellowstone
- Isabella Pasanisi in Beautiful